# Tehuitzingo
Tehuitzingo là một đô thị thuộc bang Puebla, México. Năm 2005, dân số của đô thị này là 10320 người.